# حزب القراصنة

شارة حزب القراصنة السويدي.

حزب القراصنة تسمية تتبناها أحزاب سياسية في دول مختلفة. تدعم أحزاب القراصنة الحقوق المدنية والديمقراطية المباشرة وإصلاح قوانين حقوق النشر وبراءات الاختراع وحرية تبادل المعارف (المحتوى المفتوح) وخصوصية المعلومات الشخصية والشفافية وحرية المعلومات والتعليم المجاني والرعاية الصحية الشاملة. تطالب أحزاب القراصنة بحياد الشبكات والإتاحة الشاملة للإنترنت بلا حصر أو حجب بصفتها شروطاً أساسية لتحقيق ما سبق.

## التاريخ
كان حزب القراصنة في السويد أول أحزاب القراصنة، وقد تأسس في 1 يناير 2006 بقيادة ريكارد فالكفينغه [الإنجليزية]. اشتُقّ اسم الحزب من Piratbyrån، وهي منظمة تعارض الملكية الفكرية أسس أعضاؤها سابقاً موقع بايرت بي لإدارة التورنت. كانت Piratbyrån قد أنشئت على شاكلة المنظمة الدانماركية PiratGruppen التي اتخذت هذه التسمية لأنها تشكلت لتعارض مجموعة الضعط السياسي المسماة AntiPiratGruppen الهادفة إلى مكافحة القرصنة؛ وقد استخدمت وسائل الإعلام وصناعة السينما كلمة «قرصان» للإشارة إلى انتهاك حقوق الطبع والنشر، فأطلقتها هذه المجموعة على نفسها.
استلهمت الأحزاب الأخرى مثل حزب القراصنة النمساوي [الإنجليزية] (تأسس في يوليو 2006) وحزب القراصنة الألماني (تأسس في سبتمبر 2006) مثال الحزب السويدي، وفي أكتوبر تم تأسيس أممية أحزاب القراصنة. حصل حزب القراصنة السويدي على 7.1% من الأصوات في انتخابات البرلمان الأوروبي في سنة 2009 وحصلت على مقعدين فيه، في أول نجاح كبير لحزب قراصنة في انتخابات. وحصل حزب القراصنة الألماني على 8.9% في الانتخابات المحلية في 2011 في برلين.